# (830) Petropolitana
(830) Petropolitana – planetoida należąca do zewnętrznej części pasa głównego asteroid okrążająca Słońce w ciągu 5 lat i 285 dni w średniej odległości 3,22 au. Została odkryta 25 sierpnia 1916 roku w Obserwatorium Simejiz na górze Koszka na Półwyspie Krymskim przez Grigorija Nieujmina. Nazwa pochodzi od Petropolis, łacińskiej nazwy Petersburga. Przed nadaniem nazwy planetoida nosiła oznaczenie tymczasowe (830) 1916 ZZ.